# Lesnói (Krasnogvardéiskoye, Adiguesia)
Lesnói (del ruso: Лесной) es un pueblo (posiólok) del raión de Krasnogvardéiskoye en la república de Adiguesia de Rusia. Está situado a un kilómetro y medio de la orilla nororiental del embalse de Krasnodar, 6 km al nordeste de Krasnogvardéiskoye, y 73 km al noroeste de Maikop, la capital de la república. No tenía población constante en 2010
Pertenece al municipio de Jatukái.

## Historia
Fue fundado en 1937 por los trabajadores del sovjós Jatukaiski. Desde la década de 1970 figura en las listas de asentamientos sin perspectiva de futuro, aunque no se decidió la migración de sus habitantes. En 1972 tenía 176 habitantes. En 1997 contaba con 102 habitantes. En 2002, las crecidas del Kubán destruyeron gran parte de la localidad, por lo que su población fue trasladada a Krasnogvardéiskoye.